# Kościół św. Barbary w Tarnobrzegu
Kościół świętej Barbary w Tarnobrzegu – rzymskokatolicki kościół parafialny należący do parafii pod tym samym wezwaniem (dekanat Tarnobrzeg diecezji sandomierskiej).
Jest to świątynia wzniesiona w latach 1990–1996 według projektu opracowanego przez inżyniera Daniela Żuchowicza (plany konstrukcyjne zostały przygotowane przez inżyniera Zbigniewa Żuchowicza). Prace budowlane nadzorował ksiądz Stanisław Bar. Plac pod budowę nowego kościoła został poświęcony przez biskupa Edwarda Białogłowskiego 3 maja 1990 roku. Kamień węgielny poświęcił i wmurował biskup Ignacy Tokarczuk 4 grudnia 1991 roku. Pierwsza msza święta w nowym, niewykończonym jeszcze kościele została odprawiona 4 grudnia 1995 roku przez biskupa Wacława Świerzawskiego. Uroczyście świątynia została poświęcona przez biskupa Edwarda Frankowskiego 26 października 1996 roku. W następnych latach były kontynuowane prace nad wykończeniem i dekoracją wnętrza.
Kościół to budowla nowoczesna, jednonawowa, nakryta łagodnie opadającym dachem. Z tyłu, za prezbiterium, jest umieszczone kilkupiętrowe zaplecze. Biały fronton świątyni jest wysunięty po bokach i tworzy zadaszenia nad wejściami. Wysunięte skrzydła umieszczone nad wejściem głównym wystrzelają do góry w kształcie betonowych ścian wieży-dzwonnicy. Spomiędzy nich wyrasta na górze duży, blaszany krzyż. Okna świątyni są długie i prostokątne – wysunięte ku bokom tworzą wnęki w ścianach wypełnione przez konfesjonały. Kolorystyka kościoła jest utrzymana w barwach stalowych i bladożółtych, co razem z drewnianymi, żółtymi detalami ścian i stropu imitującymi kryształy siarki jest czytelnym porównaniem do miejscowego środowiska górników-siarkowców. Nieprzypadkowo za patronkę parafii została obrana św. Barbara. W ołtarzu głównym ze skośnymi, trapezowymi motywami dekoracyjnymi znajdują się różnej wielkości figury: od krucyfiksu, przez św. Barbarę, polskich świętych po przedstawienie Zesłania Ducha Świętego.